# 小行星7548
小行星7548（7548 Engström）是一颗绕太阳运转的小行星，为主小行星带小行星。该小行星于1980年3月16日发现。

## 轨道参数
小行星7548的轨道半长轴为3.1528521 UA，离心率为0.153。